# Краудмэппинг
Краудмэппинг — это вид краудсорсинга , когда с помощью агрегирования генерируемых пользователями социальных сетей исходных данных, объединяются с географическими данными для создания максимально актуальной цифровой карты о различных событиях. Такие карты обычно создаются совместно людьми, которые работают вместе через Интернет.
Информация, как правило, может быть отправлена инициатору или инициаторам карты по SMS или путем заполнения онлайн-формы, а затем собрана на онлайн-карте автоматически или специальной группой специалистов. В 2010 году Ушахиди выпустил «Crowdmap» — бесплатную платформу с открытым исходным кодом, с помощью которой любой может начать проекты по созданию краудмэппинга.

## Использование
Краудмэппинг можно использовать для мониторинга таких событий, как войны, гуманитарные кризисы, выборы или стихийные бедствия, для отслеживания пожаров, наводнений, загрязнения окружающей среды,  преступности, распространения болезней, а также для повышения уровня прозрачности быстро меняющихся во времени и пространстве событий, которые традиционным СМИ трудно должным образом осветить, или проблемных областей.
Во время стихийных бедствий актуальность соответствующих карт имеет решающее значение, поскольку потребности и местонахождение пострадавших могут быстро меняться.
Использование краудмэппинга властями может улучшить ситуационную осведомленность во время инцидента и использоваться для поддержки принятия решений.
Краудмэппинг — эффективный способ визуально продемонстрировать географическое распространение явления.

### Примеры использования
- HealthMap — это свободно доступная автоматизированная электронная информационная система, работающая с 2006 года, которая отслеживает, систематизирует и визуализирует отчеты о глобальных вспышках заболеваний в соответствии с географическим положением, временем и возбудителем инфекционного заболевания, а также собирает пользовательские данные.[8][9][10]
- 2007–08 Кенийский кризис [11][12][13]
- Во время землетрясения на Гаити в 2010 году платформа краудмэппинга Ushahidi использовалась для картографирования более 3584 событий в режиме, близком к реальному времени.[11][14][15][16]
- Через неделю после аварии на АЭС «Фукусима-дайити» в 2011 году был запущен проект Safecast, в рамках которого добровольцам предоставлялись дешевые счетчики Гейгера для измерения местного уровня радиоактивности. Эти данные были нанесены на карту и размещены в открытом доступе на их веб-сайте.
- Ураган Айрин в 2011 году [17][18]
- В 2012 году датская ежедневная газета и онлайн-издание Dagbladet Information нанесли на карту положения камер наблюдения, предложив читателям использовать бесплатное приложение для Android и iOS для фотографирования и геолокации камер видеонаблюдения .[19]
- В 2013 году WNYC — общественная радиостанция в Нью-Йорке — попросила жителей определенных районов использовать датчики для отслеживания температуры почвы. Температура, сообщаемая людьми, отображалась на карте на веб-сайте WNYC.[20][21]
- Землетрясение в Непале, апрель 2015 г. [22][23][24][25]